# Władysław Segda
Władysław Segda   (Przemyśl, 25 de maig de 1895 - Edimburg, 1994) fou un tirador d'esgrima polonès que va competir durant les dècades de 1920 i 1930.
Especialista en el sabre, el 1928 va prendre part al Jocs Olímpics d'Amsterdam, on va guanyar la medalla de bronze en la prova del sabre per equips del programa d'esgrima, mentre en la prova individual de sabre quedà eliminat en sèries. Quatre anys més tard, als Jocs de Los Angeles, revalidà la medalla de bronze en la prova de sabre per equips, mentre en la prova individual de sabre tornà a quedar eliminat en sèries. La tercera i darrera participació en uns Jocs fou el 1936, a Berlín, on fou quart en la prova de sabre per equips i novament tornà a quedar eliminat en sèries en la prova individual de sabre.
Segda lluità en l'exèrcit austríac durant la Primera Guerra Mundial. Des de 1918 va servir a l'exèrcit polonès. Va lluitar en la Campanya de Polònia de la Segona Guerra Mundial, i s'integrà a les forces armades poloneses d'Occident.